# アムステルダム運河殺人事件
『アムステルダム運河殺人事件』（アムステルダムうんがさつじんじけん）は、松本清張の推理小説。1965年8月に起こった日本人商社員バラバラ殺人事件を下敷きに、著者がアレンジを加え組み立てた古典的探偵小説。『週刊朝日カラー別冊Ⅰ』1969年4月号に掲載され、1970年3月に中編集『アムステルダム運河殺人事件』収録の表題作として、朝日新聞社から刊行された。

## あらすじ
オランダ・アムステルダムの旧市街西側、ヤコブ・ファン・レネップ運河で、トランク詰めの男性の死体が発見された。死体には首・両脚がなく、加えて左右の手首が切断されていた。隣国ベルギーからもたらされた情報により、死体の主は貿易会社の駐在員・坂崎次郎と推定され、有力な容疑者も浮上したが、その人物は自動車事故で死亡した。事件調査を依頼された私は、犯罪学の趣味を持つ医者・久間鵜吉と共に、オランダへ飛ぶ。

## エピソード
- 実際の商社員殺人事件は迷宮入りとなっている。当時日本貿易振興会でオランダに駐在し、事件直後にアムステルダム警察の刑事の訪問を受けた福川伸次に拠ると、ロンドンの小切手協会と印刷された謎めいた紙があり、上部に日本語とローマ字で「ていはくち」下に「さようなら」の文字があった。被害者が所属していた商社は、ブリュッセルの大型百貨店と取引があり、死体が上がったその日にアフリカの港に取引商品を運ぶ船が着いていたという[1]。
- 本作の取材旅行は1968年10月に行われた。また20年以上後の1989年、文藝春秋の編集者に、作中で言及される「飾り窓」やリゾート地・スヘフェニンゲンを案内している[2]。
- 清張による本作以外にも、1965年の商社員殺人事件をモチーフに使ったミステリー作品が書かれている。菊村到『運河が死を運ぶ』、津村秀介『偽装運河殺人事件』、有栖川有栖『幻想運河』など。

## 翻訳
- 『De Amsterdamse koffermoord en andere verhalen』(オランダ語、Uitgeverij De Arbeiderspers）